# Alien³: Terminal Addiction
Alien³: Terminal Addiction è un set di due brevissime storie a fumetti di due pagine pubblicato dalla Dark Horse Comics sulla rivista britannica Aliens, Vol. 2 #12, nel giugno 1993. I fumetti servirono come pubblicità per il videogioco Alien³ uscito per le console SNES e Game Boy.

## Trama
Il primo fumetto mostra un ragazzo seduto davanti al suo televisore, intento a giocare al videogioco Alien³ sulla sua console SNES. Risucchiato all'interno del gioco egli combattere contro gli Xenomorfi con fucili d'assalto e lanciafiamme fino a quando non viene attaccato da uno Stringifaccia. Ritrovatosi a casa tira un sospiro di sollievo rendendosi conto che l'intera esperienza è stata solo un'allucinazione. Ignora però di avere uno xenomorfo dietro di lui.
Il secondo fumetto mostra un ragazzo camminare per strada, intento a giocare al videogioco Alien³ sulla sua console Game Boy. Ignaro di essere diventato parte del gioco stesso, il ragazzo è così fissato sul gioco che non si rende conto di uno Xenomorfo che lo sta seguendo, fino a quando non lo attacca...